# Lendva (Horvátország)
A Lendva egy patak Horvátországban, a Dráva jobb oldali mellékvize.

## Leírása
A Lendva a Bilo-hegység északkeleti lejtőin Grokanić grob és Lipa területén ered és 38,5 km megtétele után Pitomacsától 8 km-re keletre, Brestić falu közelében ömlik a Drávába. Vízgyűjtő területe 250,3 km². A partján fekszik Bakva település. A patak nagyobb esők után többször kiöntött, áringadozásai miatt (vízhozama 0,57–57 m³/s közé terjedt) az árvizek elleni védekezés érdekében 1982-ben megépítették a Zidin víztározó tavat.

## Források

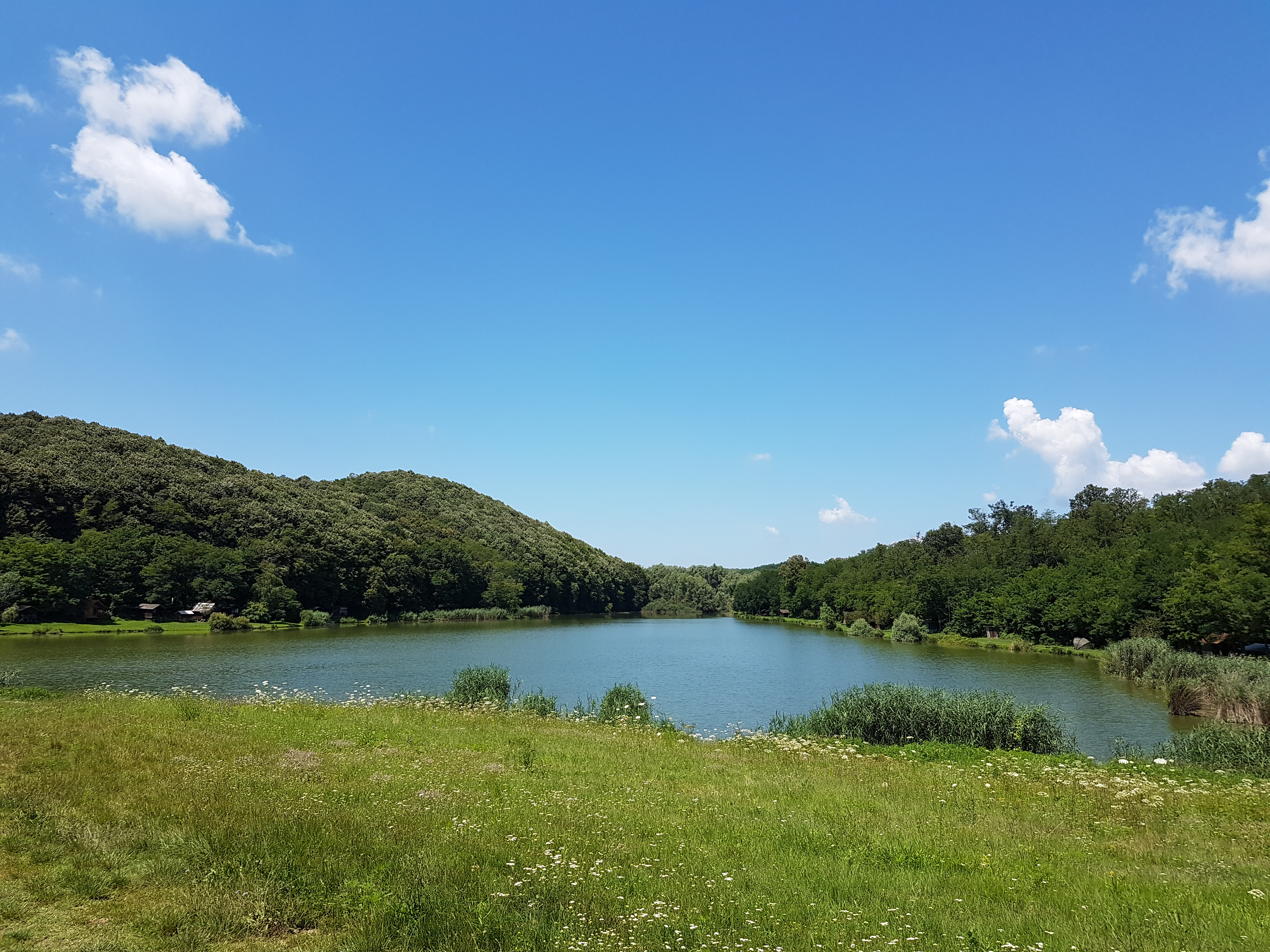
A Zidin-tó